# Sarda chiliensis
Sarda chiliensis, bonítol del pacífic o bonítol del pacífic oriental és un peix de la família dels escòmbrids i a l'ordre dels perciformes. Els mascles poden assolir els 102 cm de longitud total i els 11,3 kg de pes.

## Subespècies
- S. c. chilensis (Cuvier, 1832).[2] Es troba des del nord del Perú fins a Talcahuano (Xile).[1]
- S. c. linealoata (Girard, 1858).[3] Es troba des d'Alaska fins a la Península de Baixa Califòrnia i les Illes Revillagigedo.[4] Aquesta subespècie de vegades és descrita com a espècie: Sarda lineaolata[4] (Girard, 1858).[5]